# 阿桑來戛瀑布
阿桑來戛瀑布。瀑布分上下二層，上層瀑布標高約1240公尺至1040公尺，落差約200公尺；下層瀑布標高約980公尺至920公尺，落差約50公尺，總落差約320公尺，臺灣已故知名空拍攝影師齊柏林曾攝有此瀑布的影像紀錄。

## 解
1. ↑  阿桑來戛（Asang daingaz）在布農語意思是「古老的部落」。
2. ↑  根據《臺灣通用電子地圖【NLSC】》、《農航所（正射影像圖）》對照。